# José Sarukhán Kermez
José Aristeo Sarukhán Kermez (* 15. Juli 1940 in Mexiko-Stadt) ist ein mexikanischer Biologe und Forscher. Er war unter anderem Rektor der Universidad Nacional Autónoma de México (UNAM).

## Biografie
Sarukhán forschte 32 Jahre, beginnend am biologischen Institut der UNAM, wo er von 1979 bis 1986 auch Direktor war. Von 1983 bis 1985 war er Präsident der Mexikanischen Akademie der Wissenschaften. Von 1986 bis 1988 war er Koordinator der UNAM für wissenschaftliche Forschungen und vom 2. Januar 1989 bis 6. Januar 1997 zwei Amtsperioden lang Rektor der UNAM. Von 2000 bis 2002 war er zum Kommissar für soziale und humane Entwicklung im nationalen Regierungskabinett ernannt.
Seit 1987 ist er Mitglied des Colegio Nacional, seit 1993 der National Academy of Sciences. 1998 wurde er Fellow der American Association for the Advancement of Science. 2008 wurde er als auswärtiges Ehrenmitglied in die American Academy of Arts and Sciences gewählt.
Sein Sohn Arturo ist Botschafter in den Vereinigten Staaten.

## Auszeichnungen
Für seine wissenschaftliche Arbeit erhielt Sarukhán mehrere Ehrendoktorate nationaler sowie auch internationaler Universitäten. Unter anderem wurde er 1990 mit dem Nationalpreis für Wissenschaften und Schöne Künste in der Kategorie Physikalische Wissenschaften – Mathematik und Naturwissenschaften ausgezeichnet. 2016 ehrte ihn das Umweltprogramm der Vereinten Nationen mit dem Champions of Earth Award.
Für 2017 wurde ihm der Tyler Prize for Environmental Achievement zugesprochen.